# Droga ekspresowa 73 (Izrael)
Droga ekspresowa 73 (hebr. כביש 73) – droga krajowa biegnąca przez Dolinę Jezreel w Dolnej Galilei, na północy Izraela.

## Przebieg
Droga nr 73 biegnie równoleżnikowo przez Dolinę Jezreel z zachodu na wschód, łącząc drogi ekspresowe nr 75 z nr 60.
Swój początek bierze na skrzyżowaniu Nahalal z drogą nr 75 i drogą nr 7626. Jadąc drogą nr 75 na zachód dojeżdża się do miejscowości Ramat Jiszaj, lub na wschód do miejscowości Migdal ha-Emek i dalej do miasta Nazaret. Droga nr 7626 prowadzi na północ do arabskiej miejscowości Zarzir. Natomiast droga nr 73 kieruje się ze skrzyżowania Nahalal na południe mijając po stronie zachodniej moszaw Nahalal. Następnie droga łagodnym łukiem wykręca na południowy wschód i mija drogę prowadzącą do położonej na południu bazy lotniczej Ramat Dawid. Potem droga mija kolejno, położone na południu kibuce Ramat Dawid i Gewat. Pomiędzy nimi przejeżdża się przez prawie niezauważalny mostek nad sezonowym strumieniem Cvi. Następnie droga łagodnie wykręca na południowy wschód i mija położony na północ od niej kibuc Jifat. Potem przejeżdża się niewielkim mostkiem nad strumieniem Jifat i po 1 km dojeżdża do kolejnego kibucu Sarid. Osady te są położone na niewielkich wzniesieniach, pomiędzy którymi płyną sezonowe strumienie, spływające z położonego na północnym wschodzie masywu górskiego Hare Nacerat. Następnie droga nr 73 dociera do południowej strefy przemysłowej miasta Migdal ha-Emek. Na tutejszym skrzyżowaniu, lokalna droga prowadząca na północ wiedzie do centrum miasta, natomiast w kierunku południowo-zachodnim odchodzi droga nr 7255 do moszawu Kefar Baruch. Droga nr 73 prowadzi natomiast dalej na wschód, i po 4 km dociera do położonego na północ od niej kibucu Ginnegar. Po kolejnych 2 km droga kończy swój bieg na skrzyżowaniu z drogą ekspresową nr 60 przy moszawie Tel Adaszim.